# بخبایار اردنبات
بخبایار اردنبات (مغولی:Эрдэнэбатын Бэхбаяр؛ زادهٔ ۱۳ اوت ۱۹۹۲) یک کشتی‌گیر اهل مغولستان است.
از افتخارات وی می‌توان به کسب دو مدل برنز وزن ۵۷ کیلوگرم در مسابقات قهرمانی کشتی جهان ۲۰۱۵ و مسابقات قهرمانی کشتی جهان ۲۰۱۷ و مدال طلا بازی‌های آسیایی ۲۰۱۸ اشاره کرد. وی سابقه حضور در المپیک ۲۰۱۶ ریو و المپیک ۲۰۲۰ توکیو را دارد.

## مسابقات قهرمانی کشتی جهان ۲۰۱۷
اردنبات در وزن ۵۷ کیلو مسابقات قهرمانی کشتی آزاد جهان ۲۰۱۷ پاریس حاضر بود که در دور اول و دوم الوکبک ژولدوشبیکوف از قرقیزستان و سلیمان آتلی از ترکیه را شکست داد اما در دور بعد از یوکی تاکاهاشی کشتی‌گیر ژاپنی شکست خورد و با توجه به حضور این کشتی‌گیر در فینال، به دیدار شانس مجدد رفت. او در اولین مسابقه شانس مجدد ساندیپ تومار از هند را شکست داد و به دیدار رده‌بندی راه یافت. وی در دیدار رده‌بندی ولادیمیر دابوف کشتی‌گیر بلغاری را شکست داد و مدال برنز وزن ۵۷ کیلوگرم را بدست آورد.